# ハッピー・プラス
『ハッピー・プラス』は、ラジオ大阪（OBC）で2019年4月1日から平日の午前中に放送中の生ワイド番組シリーズ。2022年4月1日（金曜日）までは『"新しいおとな"の朝に!ハッピー・プラス』（あたらしいおとなのあさに!ハッピー・プラス）、2022年4月4日（月曜日）から2024年3月29日（金曜日）までは『"新しいあなた"の朝に!ハッピー・プラス』（あたらしいおとなのあさに!ハッピー・プラス）、2024年4月1日（月曜日）からは『オトナ女子モーニングワイド ハッピー・プラス』（オトナじょしモーニングワイド ハッピー・プラス）というタイトルを使用している。
略称は『ハピプラ』で、関西地方を拠点に長年活動している女性のラジオパーソナリティ（南かおり・慶元まさ美・若宮テイ子）から1名が、番組開始の当初から日替わりで進行している。このため、1行に最大で9文字までしか収められないラジオ番組表では、前述した番組タイトルを『当日のパーソナリティの氏名＋ハピプラ』というパターンで略記することがある。
当ページでは、2021年1月8日から9月24日まで毎週金曜日の前枠（7:00 - 7:30）で放送されていた姉妹番組『若宮テイ子のちょこっとプラス』（わかみやテイこのちょこっとプラス）についても述べる。

## 概要
2019年3月29日まで平日に放送されていた『慶元まさ美のハッピー・モーニング』（7:00 - 9:00）のうち、8時台の放送枠を『青木和雄の昼までえぇやん!』（同日限りで終了）の放送枠（9:00 - 11:25）と統合させることによって誕生。ラジオ大阪では、『中西ふみ子の今日も元気に』（当番組の放送初日以降は平日 6:40 - 7:55に編成）と合わせて、平日の午前中にレギュラーで編成する自社制作の生ワイド番組を、女性のパーソナリティによるワンマンDJスタイルで放送するようになった。なお、『ハッピー・モーニング』から、「女性のパーソナリティが単独で生放送を進行する」という構成、在京ラジオ局のニッポン放送・文化放送が制作する内包番組、一部の企画を継承している。
パーソナリティには、『昼までえぇやん!』の金曜で2016年4月からアシスタントを務めてきた南かおりを月・火曜日、『ハッピー・モーニング』のパーソナリティを担当していた慶元を水・木曜日、複数のFM専門局（かつてのFM大阪など）で長らく早朝の生ワイド番組に出演していたベテランDJの若宮テイ子を金曜日で起用。『ハッピー・モーニング』と同様に、古今東西のポップスを随所で放送している。
2019年9月27日（金曜日）までの放送時間は3時間半（8:00 - 11:30）だったが、同年10月改編の初日（9月30日＝月曜日）以降は3時間10分（7:50 - 11:00）に短縮している。この改編で『中西ふみ子の今日も元気に』の放送時間を7:00 - 7:50に変更したことや、平日の11:30  - 14:30に『OBCグッドアフタヌーン!#ラジぐぅ』を新たに編成した関係で、改編前まで当番組の直後（11時台の後半）に組み込まれていた『氷川きよし節』（文化放送制作＝11:30 - 11:40）と『テレフォン人生相談』（ニッポン放送制作＝11:40 - 12:00）の放送枠を30分ずつ繰り上げたことによる。
2021年1月4日（月曜日）放送分からは、放送開始時間を7:30に繰り上げ・放送枠を20分拡大することによって、2019年9月27日以来1年3ヶ月振りに3時間半の生放送を再開。金曜日については、同年1月8日から姉妹番組として『若宮テイ子のちょこっとプラス』を7:00 - 7:30に編成することに伴って、若宮が4時間の生放送を単独で進行している。
『中西ふみ子の今日も元気に』が2021年9月30日（木曜日）で終了することに伴って、翌10月1日（金曜日）からは、当番組の放送時間を全曜日で4時間（7:00 - 11:00）に拡大。パーソナリティの顔触れは変わらないものの、金曜日には、『ちょこっとプラス』の放送枠と企画を同日から本編に組み込んだ。
2022年4月4日（月曜日）からは、パーソナリティが全員続投する一方で、番組の正式タイトルを『"新しいあなた"の朝に!ハッピー・プラス』（"あたらしいあなた"のあさに!ハッピー・プラス）へ変更。『藤川貴央のニュースでござる』（ラジオ大阪アナウンサーの藤川貴央が単独でパーソナリティを務める報道系の生ワイド番組）を平日の6:30 - 8:00に編成することに伴って、全曜日とも放送時間を3時間（8:00 - 11:00）に短縮したほか、スタジオを同番組と共用するようになった。
ラジオ大阪では、開局65周年の前月（2023年6月）に「おとなたちに、エールを。Re:Generation OBC」というステーションコンセプトを打ち出したことにちなんで、（当番組と『ニュースでござる』を含む）平日の早朝～夕方帯にレギュラーで編成している自社制作の生ワイド番組の一部コーナーを「おとなたちに、エールを。『おとな応援コーナー』」に指定。当番組では、南が担当する火曜日、慶元が担当する木曜日、若宮が担当する金曜日のコーナーから1つずつ指定されている。
2024年4月1日（月曜日）からは、『ニュースでござる』の放送枠拡大に伴って、当番組の放送時間を2時間（9:00 - 11:00）に変更。番組の正式タイトルも、『オトナ女子モーニングワイド ハッピー・プラス』（オトナじょしモーニングワイド ハッピー・プラス）に改めた。このような変更によって、当番組の初回から5年間にわたって編成されてきた8時台（8:00 - 9:00）の放送枠が消滅したため、8時台の後半に10分間設定されていた『武田鉄矢今朝の三枚おろし』（文化放送制作のフロート番組）のネット受け枠を同日から『ニュースでござる』へ移行。その一方で、ラジオ大阪で当番組の開始（2019年の4月改編）以来休止していた「ラジオ大阪交通情報」（日本道路交通情報センター大阪事務所からの生中継による関西圏向けの道路交通情報）の定時放送が2024年4月1日から日曜以外の曜日に一部の時間帯で再開されたことを受けて、当番組でも同日から「ラジオ大阪交通情報」の放送枠を9時台の中盤（9:25頃）と10時台の後半（10:43頃）に新設した。もっとも、パーソナリティの顔触れ・担当曜日やテーマソングは『オトナ女子モーニングワイド』への移行後も変わらず、移行直前のレギュラーコーナーや企画も一部を除いて継続している。
ちなみに、1つの番組を再生できる時間が3時間までに限られている「radiko」のタイムフリー聴取サービスでは、放送時間が3時間を超えていた時期に、放送と同時に収録した1回分の音源を2つに分割。番組開始から2019年9月27日放送分までは、前半（2時間分＝8:00 - 10:00）と後半（1時間半分＝10:00 - 11:30）の音源を、放送当日の11:30から1週間限定で配信していた。同月30日から2021年1月1日までの放送分については、7:50 - 9:00の音源を前半、9:00 - 11:00の音源を後半として配信。2021年1月4日以降の放送分については、前半分の音源の収録対象を7:30 - 9:00に変更したほか、金曜放送分のみ『若宮テイ子のちょこっとプラス』の収録音源を別途配信していた。全曜日で放送枠を拡大した2021年10月1日から2022年4月1日までの放送分では、7:00 - 9:00の音源を前半、9:00 - 11:00の音源を後半扱いで配信。
2025年2月24日番組冒頭で南から2025年3月28日で番組が終了することが発表された。なお、ラジオ大阪アナウンサーの藤川貴央のX（旧Twitter）のアカウントによれば、2025年4月改編から、当番組の後継番組として、月曜から木曜までは『藤川貴央のちょうどえぇラジオ』が放送を開始するという。金曜は『〜ときめきラジオ〜 若宮テイ子のハッピー・パラダイス』の放送を開始、金曜パーソナリティの若宮がそのまま同枠のパーソナリティを継続する。

## パーソナリティ
- 南かおり（月・火曜日）
- 慶元まさ美（水・木曜日）
  - 2021年4月以降の木曜日には、当番組の本番を終えてから、ラジオ関西で午後 - 夕方帯に放送される生ワイド番組（2022年3月31日までは『PUSH!』→同年4月7日以降は『Clip』）のパーソナリティを単独で担当。
- 若宮テイ子（金曜日）
  - 金曜日には、2021年1月8日から9月24日まで『若宮テイ子のちょこっとプラス』、4月2日から2022年4月1日まで『ハートに聴くラジオ　27カラットマジック』（事前収録のインタビュー番組で27:00 - 28:00に放送）のパーソナリティを兼務。
  - 2022年7月29日放送分では、「大事を取って休演する」との旨が前日（28日）から公表されていて、慶元がパーソナリティを務めた（休演に至った詳しい事情は非公表）。

放送上は、担当曜日に応じて、「（上記パーソナリティ名）のハッピー・プラス」というタイトルを使用。全曜日の共通企画や番組主催のイベントでは、番組のタイトルにも示されているコンセプトを基に、上記のパーソナリティをまとめて「オトナ女子」と称している。

## タイムテーブル
公式サイト内の「コーナー紹介」 および、twitter公式アカウント（#外部リンクを参照）からの各種告知ツイートを基に記載。鉄道の事故・遅延や異常気象が生じた場合には、パーソナリティ自身がその旨を放送中に随時伝える。

◎：『慶元まさ美のハッピー・モーニング』から（放送枠の移動や一時休止からの復活を含めて）引き継いだコーナー・内包番組

### 現在（『オトナ女子モーニングワイド　ハッピー・プラス』への改題後）
◇：『"新しいおとな"の朝に!ハッピー・プラス』というタイトルでの開始当初から放送

◆：『"新しいあなた"の朝に!ハッピー・プラス』から（放送の時間帯・曜日などの変更を含めて）継続

9時台

- 9:00 - オープニング
  - オープニングトークに続いて、当日のメッセージテーマを発表。タイトルコールのうち、「オトナ女子モーニングワイド」のフレーズには、事前収録で南・慶元・若宮が声を揃えた音源を充てている。
  - 若宮がパーソナリティを務める金曜日には、番組開始の当初から「幸福粉のお時間」というミニ企画を組み込んでいる。
    - 「幸福粉のお時間」とは、「『リスナーの気持ちを前に向かせる』という幸福粉（放送上の呼称は『ハッピーパウダー』）を、若宮が足を広げて絶叫しながら電波を通じてリスナーに振りまく」という趣向[4]で、リスナーからも「ハッピーパウダーを振り掛けて欲しい」というリクエストを受け付けている。
- 9:20 - Today's pick up◇◆（『産経新聞ニュース』→『ラジオ大阪交通情報』の順に放送）
  - 『"新しいおとな"の朝に! ハッピー・プラス』としての開始当初から2019年9月27日までは、『ハッピー・モーニング』でオープニング直後に放送されていた「気になるニュース」に相当するコーナーとして、8:20頃に放送。いわゆる「定時ニュース」ではなく、当日の主なニュースから、パーソナリティが気になったトピックス（放送上の呼称は「ショートニュース」）を伝えていた。このため、当コーナー以降に重大なニュースが発生した場合でも、鉄道の事故・遅延や異常気象が生じた場合と同じく、パーソナリティ自身が放送中に速報をはさんでいた。
  - 2019年10月改編での放送枠繰り上げを機に、単独番組として前枠（7:55 - 8:00）に放送されていた『産経新聞ニュース』・『天気予報』のうち、『産経新聞ニュース』を同年9月30日（月曜日）放送分から当コーナーに内包。単独番組時代に続いて、ニュース担当のフリーアナウンサーがストレートニュースを3項目程度伝えた後に、当日のパーソナリティが気になったニュースに関するトークを展開するようになった。2021年の10月改編で全曜日のスタートが7:00に統一されたことに伴って、放送の時間帯が7:20頃にまで繰り上げられていたが、2022年4月からの放送時間短縮に伴って8時台の前半で再び放送。
  - 「ショートニュース」時代は日本プロ野球のレギュラーシーズンと重なっていたため、放送前日に公式戦が催された場合には、パーソナリティが「ショートニュース」の最終項目で全試合の結果とトピックスを伝えていた。また、「ショートニュース」の最後には、当日取り上げたトピックを基に、当日の放送中にリスナーから募集するメッセージのテーマを発表していた。
  - 2019年10月改編以降も、スポーツ・芸能関連のトピックスについては、『産経新聞ニュース』の後でパーソナリティが伝えていた。ただし、スポーツニュースについては、2022年4月から『産経新聞ニュース』の後半に編成。ニュースを終えてから、ジングルをはさんで、当日のパーソナリティが補足情報（『産経新聞』以外の全国紙が当日に大阪本社から発行した朝刊に掲載の関連記事など）やコメントを入れるようになった。
  - 2024年の4月改編で当番組が8時台に放送されなくなった一方で、ラジオ大阪が道路交通情報の放送を一部の曜日・時間帯で再開したことを受けて、同月1日（月曜日）からは『産経新聞ニュース』と『ラジオ大阪交通情報』を組み合わせたコーナーとして9時台の前半に放送。当日のパーソナリティが『産経新聞ニュース』内でストレートニュースを伝えてから、9:25頃を目途に『ラジオ大阪交通情報』へ切り替えるようになった。ちなみに、『ラジオ大阪交通情報』の定時放送は当番組のシリーズ史上初めてで、放送上は担当者（日本道路交通情報センター大阪事務所の職員）を「（同センターの略称である）JARTIC（ジャティック）の○○さん」と呼んでいる。
- 9:25 - 「曲当てクイズ!ほんで、なん秒?」の出題◆（『新しい"あなた"の朝に!』時代の2023年4月3日から月曜日限定で放送）
  - ある楽曲のメロディーの一節を数秒間流したうえで、その楽曲のタイトルを放送中に予想させるクイズ。リスナーには9:50頃まで回答を受け付ける一方で、「radiko」タイムフリー聴取サービスの活用も容認している。「1」から「3」までの数字だけが記されたサイコロを南が振ることによって、出題音源を流す秒数を即興で決めていることが特徴。改題後は出題後の解答締め切り時間が早くなったためヒントも同時に出す（秒数ごとに違う）ことになった。
  - コーナータイトルの「ほんで、なん秒?」は、「それで（出題音源を）何秒流すのか?」というニュアンスの関西弁で、南が出演している『買物生活ほんでなんぼ?』（関西テレビの制作・事前収録による平日11時台前半の関西ローカル向けテレビショッピング番組）[5]にもちなんでいる。
- 9:30 - ハピプラDJタイム◆
  - 『"新しいあなた"の朝に!』時代の2022年4月4日から全曜日で放送。家事や仕事の合間に思わず口ずさみたくなるような楽曲を、日替わりのテーマに沿って4曲流す。月 - 木曜日にパーソナリティがテーマを発表してから1曲目を流すのに対して、金曜日の構成はクイズ仕立てで、最後の曲を流し終えてから若宮がテーマを明かすことが特徴。
  - ゲストの出演が決まっている場合には、曜日を問わず休止。金曜日には、若宮からゲストへのロングインタビューを生放送や事前収録で随時実施していて、この時間帯と10時台前半の2部構成でインタビューの模様を放送している。
- 9:50 - 「女性応援コーナー」
  - 『"新しいおとな"の朝に! ハッピー・プラス』としての開始当初からメインターゲットに定めている「オトナ女子」（40代以上の女性）を中心に、女性のリスナーを応援する目的で組まれた日替わり企画ゾーンで、『オトナ女子モーニングワイド　ハッピー・プラス』への改題を機に新設。コーナー名に「女性」を掲げているが、実際には男性などからの投稿も歓迎している。
    - 月曜日：「朝の連続ラジオ小説」（2024年9月まで「シーズン1」を放送の予定）
      - 南が1人で全ての役柄を演じるラジオドラマで、1つの作品を半年にわたって放送することを前提に、リスナーから寄せられた投稿だけでストーリーを構成することが特徴。ストーリー作りへの参加を希望するリスナーには、直近で放送された回のストーリーにつながるような展開を、200文字程度の分量で放送前週の金曜日までに投稿することを求めている。
      - X（twitter）には、この企画に特化したアカウント（当該項を参照）を開設。実際に放送されたストーリーを文字で書き起こしたポスト（ツイート）や、放送済みの音源を聴取できるポスト（ツイート）を、第1回の放送後から順次発信している。

    - 火曜日：「こちらハピプラ調べ」
      - リスナーが日常生活で見付けた「スグレモノ」（優れた商品やサービス）を、そのリスナーから寄せられたレビューと合わせて南が紹介する。

    - 水曜日：「推し活の推し活」
      - 「推し」の対象を問わず、リスナーの「推し活」を応援する企画。「推し」への愛にあふれたリスナーからのメッセージを慶元が紹介するとともに、「推し」に関するリクエスト曲を流す。

    - 木曜日：「十七文字の女子会」
      - 日常の生活で感じたことを十七文字で表現した川柳をリスナーから募集したうえで、その一部を慶元が読み上げる。川柳の投稿に際しては、その川柳を詠むきっかけになった出来事を、「注釈」としてメッセージに添えることを推奨している。

    - 金曜日：「ハピプラフォトコン」◆
      - 『新しい"あなた"の朝に!』時代の2022年から、金曜日の放送中にX（twitter）限定で実施していた投稿企画から派生。放送中に若宮が発表するテーマに沿った画像の投稿を、X（twitter）上にアカウントを開設しているリスナーから募集したうえで、放送当日の9:30までに当番組の公式アカウント（当該項を参照）へ投稿されたポスト（ツイート）の一部を若宮が紹介する。ちなみに、企画名の「フォトコン」は「フォトコンテスト」の略称に当たるが、実際には投稿された画像の評価・ランク付け・人気投票などを一切実施していない。
      - 「ハピプラフォトコン」向けの画像の投稿に際しては、他のコーナー・企画向けのポスト（ツイート）と区別すべく、「#ハピプラフォトコン」というハッシュタグを添えることを条件に定めている。また、若宮は画像の特徴やポストに添えられたメッセージを声だけで伝える一方で、当番組のX（twitter）公式アカウントを見ながら聴取することをリスナーに勧めている。

10時台

- 10:00 - 日替わりコーナー（Part1、ゲストが出演する場合には以下のコーナーを休止）
  - 月曜日：ハピリク☆マンデー◆
    - 金曜日の「リクエストプラス」（後述）をヒントに南が希望した企画で、2021年1月4日からスタート。放送週の予定を添えた「月曜日の朝に聴きたい曲」のリクエストをリスナーから受け付けたうえで、毎週数曲を南がテンポ良く紹介する。2022年3月28日（いずれも『"新しいおとな"の朝に!』時代の）までは、9時台の前半で放送していた。

  - 火曜日：何事もケ・イ・ケ・ン　みんなのDJタイム
    - 「ハピプラ」（番組のスタッフ）で選曲している「ハピプラDJタイム」からの派生企画で、同コーナーとは逆に、「みんな」（リスナー）から寄せられたテーマとプレイリストに沿って2 - 3曲を放送。通常の放送では南が担う紹介コメントを、リスナー自身で収録した音源の投稿も受け付けている。

  - 水曜日：K's Music "Now&Next"◆
    - （放送時点で）最新のテレビドラマの主題歌など、「新しいおとな」世代のリスナーに鑑賞を勧めたい楽曲を、数曲にわたってノンストップで流す。コーナータイトルの「K」は慶元（Keimoto）にちなんでいて、『"新しいおとな"の朝に!』時代の2020年7月8日から2022年3月30日までは、「新しいおとなのための最新音楽情報」というタイトルで9時台の前半に放送。

  - 木曜日：通 of us ～ちょいマニのススメ～◇◆
    - 毎週特定の著名なアーティスト（ピックアップアーティスト）を対象に、マニアックなファンからのリクエストやメッセージを交えながら、知る人ぞ知る「通好み」の名曲を3 - 4曲放送する。コーナーの最後に、翌週の「ピックアップアーティスト」を発表。
    - 『"新しいおとな"の朝に!』時代の2019年9月25日までは、毎週水曜日の10時台後半で放送。放送時間の繰り上げを経て、『"新しいあなた"の朝に!』へ改題した2022年の4月改編を機に、同月7日から放送曜日を木曜日に変更した。
    - リスナーからの楽曲のリクエストがとりわけ多い「ピックアップアーティスト」については、2週にわたって取り上げる場合や、最初に取り上げた日から1年以上後にリクエストを再び募集する場合がある。慶元はいずれの場合にも、過去に放送した楽曲のタイトルを必ず紹介したうえで、他の楽曲を推薦することをリスナーに呼び掛けている。

  - 金曜日：リクエストプラス◇◆
    - リスナーからのリクエスト曲を立て続けに放送するコーナーで、『"新しいおとな"の朝に!』時代の2019年9月27日までは10時台の後半に放送されていた。
    - 当番組では基本として楽曲をフルコーラスで流しているが、このコーナーのみ、「リクエスト曲を1曲でも多く流す」という趣旨から、最後の1曲を除いてワンコーラス単位で放送している。
- 10:30 - 日替わりコーナー（Part2）
  - 月曜日： 当日の9時台に出題した「曲当てクイズ!ほんで、なん秒?」（前述）の答え合わせ（正解発表）に続いて「保険の新常識、聞いて～や」◇◆を放送
    - 「保険の新常識、聞いて～や」では、関西地方を中心に保険代理店を展開している 株式会社メビウス の社員が、毎回1種類の保険商品をテーマに概要とメリットを紹介している。
    - 実際にはリスナーから寄せられた質問にも答えながら紹介しているため、『"新しいあなた"の朝に!』時代までは、「なんでも保険相談Q&A」というタイトルで放送。『"新しいおとな"の朝に!』時代の2022年3月までは月曜日に編成されていたが、半年間の休止を経て、『"新しいあなた"の朝に!』へ改題後の同年10月1日から2024年3月29日まで金曜日で放送していた。

  - 火曜日：かおりんルーム◆
    - 『"新しいあなた"の朝に!』時代の2022年4月5日放送分から新設。「かおりん」（南）の希望に添った企画を週替わりで放送する。
      - 「おしえて柳曽さん」（第1週・第4週：前週までの『"新しいおとな"の朝に!』時代に毎週放送されていた「おしえてプラス」からの派生企画）◆
        - 「おしえてプラス」とは、政治・経済からスポーツ・芸能に至るまで、あらゆるジャンルの専門家がスタジオか電話で解説する企画。基本として、サンケイスポーツ大阪本社編集局の管理職と、柳曽文隆（Yahoo!ニュース大阪駐在記者で元・奈良日日新聞記者）[6] が隔週交代で出演していた。

      - 「ミニミニコーナー　なるほどtheワード」（基本として第2週：『"新しいおとな"の朝に!』時代の2020年7月7日から2022年3月29日までは毎週8時台の前半に放送）◇◆
        - 南の心に残っている名言・金言、南がふとした時に思い出す歌詞・台詞、「クスッ」と笑えるキャッチフレーズ、耳で聞くと心地よい日本語の語源・意味・エピソードを紹介するコーナー。コーナータイトルが『なるほど!ザ・ワールド』（フジテレビ制作、関西地方では関西テレビで放送）にちなんでいるため、同番組のオープニングテーマ曲として知られる「トランプス・ディスコのテーマ」をBGMとして使用。コーナーの最後には、当日取り上げた言葉に関する楽曲を流している。
        - 南が古典文学に該当する作品の朗読活動を「ライフワーク」として展開している関係で、2022年に入ってからの放送では、「リスナーの皆さんに伝えたい」と感じた作品（『古事記』の概説文など）から一節を朗読している。絵本を朗読する場合には、番組スタッフがあらかじめ作者などに許可を得ていることから、番組側に提供された絵本を希望するリスナーから抽選で若干名にプレゼント。

      - 「いまコレプラス」◇◆（基本として第3週：『"新しいおとな"の朝に!』時代の2022年3月28日までは中断期間をはさんで毎週月曜日に放送）
        - 「生活にプラス」になる情報や商品（リスナーが得をする情報やヒット商品など）を紹介する。
        - 基本としてこの時間帯に放送されているが、2019年9月30日から2020年6月30日まで放送を休止していたほか、2020年7月6日から同年12月29日まで9時台の前半に放送されていた。『"新しいあなた"の朝に!』への改題を伴った2022年4月の番組リニューアルを機に、放送曜日を火曜日に変更したうえで「かおりんルーム」に編入。

      - 「月末アニソン館」◆（基本として第4週）
        - 1991年4月から『青春ラジメニア』（ラジオ関西）のアシスタントを30年以上にわたって務めるなど、「アニソン」（アニメソング）への造詣が深い南が当番組の開始当初から希望していた企画。自身が設定した月替わりのテーマを基に、自身が（タイアップなどと無関係で）聴きたい「アニソン」や、リスナーからのリクエストによる「アニソン」を数曲にわたって放送する。
        - 南によれば「受け付けるリクエスト曲はあくまでも『アニソン』に限る」とのことだが、「アニソン」にとどまらず「特撮」の主題歌でも名を馳せた歌手の追悼特集を組む場合には、放送の対象を「特撮」の主題歌にも広げている。

      - 「魁!かおり塾」◆（火曜日が5日にわたる月の第5週：2022年8月30日から放送）
        - 南が『魁!!男塾』のファンであることにちなんだリスナー参加企画で、（南）「かおり」に相談したいことや喝を入れて欲しいことについてのメッセージを募集。「かおり塾長」に扮した南がその一部を紹介したうえで、メッセージの投稿者に向けて『魁!!男塾』の登場人物さながらの喝を入れる。「投稿者に喝を入れる」という演出は南の強い希望によるもので、「喝」を入れられた投稿者全員に加えて、メッセージが採用されなかった投稿者からも若干名に千社札（「魁!かおり塾」限定のノベルティ・グッズ）をプレゼント。
          - 千社札については、番組スタッフが企画の開始を前に製造を発注したところ、何らかの手違いで「魁!かおりん塾」（「かおりん」は南の愛称）という文字を印刷済みの千社札が当番組へ大量に納められてしまった。実際にはこの事態を受けて、「魁!かおりん塾」の千社札を2022年内の放送で配布。2023年1月31日放送分から、本来の企画名（「魁!かおり塾」）が入った千社札に切り替えている。

  - 水曜日（以下の企画を隔週で交互に放送）
    - シネマプラス◆
      - 『"新しいおとな"の朝に!』時代の2020年10月1日から放送。新作映画1本の見どころを、慶元が紹介する。2022年3月31日までは毎週木曜日に放送されていたが、翌週から放送日を水曜日へ移すとともに、隔週ペースでの紹介に変更。

    - ハッピーブランチプラス◇◆
      - 野菜ソムリエの資格を取得するほど「食」へのこだわりが強い慶元が、「食と健康」にまつわる情報を紹介する。『"新しいおとな"の朝に!』時代の2019年9月25日までは、10時台の前半に放送。
      - 『"新しいおとな"の朝に!』時代の2022年4月1日までは毎週放送されていて、毎月第2・第4水曜日には、築野（つの）食品工業 が単独でスポンサーに付くとともに、足立敦子（料理研究家）[7] がスタジオへ出演。同社の製品である米油を使った料理のレシピを紹介している。2022年4月改編でコーナー自体が隔週での放送に移行したため、放送週には「築野食品　ハッピーブランチプラス」として上記の企画を続けている。

  - 木曜日：HAPPY KOREA（ハッピーコリア）◇◆
    - 『ハッピー・モーニング』の企画として実施したリスナー参加のツアーに同行するなど、韓国に造詣の深い慶元が、韓国の文化に関する話題や観光に関する紹介するコーナー。慶元の選曲によるK-POPも放送する。『"新しいおとな"の朝に!』時代での開始当初は、編成上のコーナータイトルを「K-さ〜くる」と称していた。
    - 『"新しいおとな"の朝に!』時代の2019年9月26日まではこの時間帯に編成されていたが、以降は2022年3月31日まで10時の時報明けに放送していた。『"新しいあなた"の朝に!』へ改題した2022年の4月改編を機に、10時台後半での放送を再開。

  - 金曜日：私だけの小さなハッピーみーつけた♪◆
    - 2023年10月6日から9:50頃に放送。「他の人にとってはどうでも良いことかも知れないけれど、私にとってはハッピー（幸せを感じる）!」という出来事に関する投稿をリスナーから募集したうえで、寄せられた投稿の一部を若宮が紹介する。『オトナ女子モーニングワイド』への改題を機に、2024年4月5日からこの時間帯で放送。
- 10:47 - 『ラジオ大阪交通情報』（前述）
- 10:50 - 『お天気情報』（天気予報）◇◆
  - 『"新しいおとな"の朝に!』としての開始当初から2019年10月改編までは、「天気予報」というタイトルで、月 - 木曜日の11:22頃と金曜日の11:05頃に放送。金曜日のみ、「ラジオ大阪アメダス天気予報」（日本気象協会関西支部の職員が生中継で週末の天気概況を伝えるコーナー）を11:22頃に組み込んでいた。
  - 2019年10月から『"新しいおとな"の朝に!』時代の2024年3月までは、全曜日を通じてタイトルを「お天気コーナー」に統一するとともに、9時台の冒頭（9:05頃）にも放送。9時台の放送枠は2019年9月までの『産経新聞ニュース』・『天気予報』から後者のパートを独立させたもので、南（月 - 火曜日）・慶元（水 - 木曜日）・日本気象協会関西支部の職員（金曜日）が、関西地方における当日の気象概況を伝えていた。
  - 2024年に入ってからは、この時間帯の天気予報にスポンサーが付いているほか、4月改編を機に「お天気情報」へ改題している。
- 10:55 - エンディング
  - BGMには、『"新しいおとな"の朝に!』としての開始当初から、月 - 木曜日と金曜日で別々の楽曲を使用。開始当初は、全曜日とも、「今日も1日、あなたにたくさんのハッピーがプラスされますように」というメッセージで締めくくっていた（後に南の担当日限定で披露）。
  - 前枠番組（『藤川貴央のニュースでござる』）・後枠番組（2024年4月改編以降は月・火曜日：『OBCグッドアフタヌーン!和田麻実子のみみよりだんご』、水・木曜日：『OBCグッドアフタヌーン!＃ラジぐぅ』、金曜日：『OBCグッドアフタヌーン!金曜お昼は、めっちゃ方正!』、いずれもラジオ大阪制作の生ワイド番組）とスタジオ（同局本社内のAスタジオ）を共用している関係で、上記番組との間で出演者を入れ替える時間を確保すべく、当番組の前後には2分間のステーションブレイクを設定している。このため、実際には当番組の放送を10:58までに終えている。
  - 水曜日では、『"新しいおとな"の朝に!』に改題した2022年4月から、慶元と石田靖・西川かの子（当日の『＃ラジぐぅ』パーソナリティ）によるクロストークを石田の希望で当番組のエンディングパートに内包している。

### 過去

#### 『"新しいあなたの朝に"　ハッピー・プラス』時代の終盤（2023年度）
●：2023年の10月から2024年3月まで「おとなたちに、エールを。『おとな応援コーナー』」に指定

8時台

- 8:00 - オープニング
  - 2022年に入ってからの金曜日には、放送とは別に、twitter（2023年7月24日以降の名称は「X」）上の番組公式アカウントへの投稿にもテーマを設定。このテーマに沿ったツイート（2023年7月24日以降の名称は「ポスト」）の一部も、若宮が放送で紹介していた。
- 8:20 - Today's pick up（『産経新聞ニュース』を内包）
- 8:30 - 「曲当てクイズ!ほんで、なん秒?」の出題（2023年4月3日から月曜日限定で放送）
  - 放送の開始当初から、リスナーからの回答を9:50頃まで受け付けていた。
- 8:35 - 武田鉄矢・今朝の三枚おろし◎（文化放送制作）
  - 『ハッピー・モーニング』では8:22頃から放送。2024年4月1日（月曜日）放送分からは、放送の時間帯を変えないまま、ラジオ大阪における内包先の番組を『藤川貴央のニュースでござる』に変更している。

9時台

- 9:03 - お天気コーナー
  - 番組開始から2019年9月27日までは、『ハッピー・モーニング』で7:18頃に放送されていた「久光製薬プレゼンツ ハッピーサロン」◎（久光製薬の製品のインフォマーシャルを兼ねたイベント・行楽情報コーナー）を9:10頃に編成。リスナーからも、同コーナーで取り上げたイベント・行楽地の感想を記したメッセージを受け付けるとともに、その一部を随時紹介していた。久光製薬がスポンサーから降板した同年10月改編からは、スポンサー付きのコーナーとして編成されない代わりに、インフォマーシャル方式でイベント・行楽情報を伝えている。
- 9:25 - ハピプラDJタイム
- 9:50 
  - 月 - 木曜日：ゆるふわニュース
    - コーナータイトルの「ゆるふわ」さながらに、心が穏やかになる話題を紹介する。2023年9月29日までは、金曜日にも放送していた。
    - 金曜日には2021年から、このコーナーの前後に放送する楽曲のテーマを「一緒に踊ろう」に設定。リスナーが思わず踊ってしまいそうな楽曲を選んでいた。

  - 金曜日：私だけの小さなハッピーみーつけた♪●

10時台

- 10:00 - 日替わりコーナー（Part1、ゲストが出演する場合には以下のコーナーを休止）
  - 月曜日：ハピリク☆マンデー
  - 火曜日：10時の電話
    - 南が毎回1名のリスナーと電話をつなぎながらトークを展開する企画で、2023年4月4日から2024年3月26日まで放送。リスナーは放送上、「居住する自治体の代表」として出演していた。
    - 「当番組のパーソナリティとリスナーが電話でトークを展開する」という企画自体は、「平日の放送が祝祭日と重なった場合の特別企画」として、かねてから随時実施されてきた。南は、「10時の電話」としてのレギュラー化に際して、「日本列島の白地図に色を付ける感覚で、全47都道府県のリスナーと電話をつなぐことを目指す」と宣言していた。

  - 水曜日：K's Music "Now&Next"
  - 木曜日：通 of us ～ちょいマニのススメ～
  - 金曜日：リクエストプラス
    - 南・慶元・若宮が初めてスタジオに集結した2020年7月22日（水曜日）の9時台前半には、当コーナーからの派生企画として、3人がリスナーからのリクエスト曲を持ち寄る方式で「リクエストプラス!プラス!プラス!」を放送した。
- 10:30 - 日替わりコーナー（Part2）
  - 月曜日： 当日の8時台に出題した「曲当てクイズ!ほんで、なん秒?」（前述）の答え合わせ（正解発表）
  - 火曜日：かおりんルーム●
    -       - 「おしえて柳曽さん」（第1週・第4週）
      - 「ミニミニコーナー　なるほどtheワード」（基本として第2週）
      - 「いまコレプラス」（基本として第3週）
      - 「月末アニソン館」（基本として第4週）
      - 「魁!かおり塾」（火曜日が5日にわたる月の第5週）

  - 水曜日（以下の企画を隔週で交互に放送）
    - シネマプラス
    - ハッピーブランチプラス

  - 木曜日：HAPPY KOREA（ハッピーコリア）●
  - 金曜日：なんでも保険相談Q&A
- 10:50 - お天気コーナー（前述）
- 10:55 - エンディング
  - 2023年度の金曜日には、若宮と原田年晴・和田麻実子（いずれもラジオ大阪のアナウンサーで当時の後枠番組『原田年晴 かぶりつきフライデー!』のパーソナリティ）によるクロストークを、エンディングの間際へ定期的に組み込んでいた。

#### 『"新しいおとなの朝に"　ハッピー・プラス』時代の最終盤（2021年10月以降）
7時台

- 7:00 - オープニング
  - オープニングトークに続いて、8時の時報までに当日のメッセージテーマを発表していた。
  - 放送時間の繰り上げによって放送枠を徐々に拡大しているが、実際には番組開始の当初から本編全体の構成を大きく変えていない。ただし、全曜日の放送開始時間が7:00に統一された2021年10月以降は、女性のディレクターによるラジオ大阪本社周辺（弁天町駅界隈）からの生中継（同年1月から『ちょこっとプラス』でのみ放送）を全曜日でこの時間帯に挿入していた。
- 7:20 - Today's pick up
- 7:30 - 「色・玉手箱」（金曜日）
  - 「幸福粉のお時間」とともに、放送開始の当初から金曜日限定で編成されていた企画。若宮が提示する3種類の色から1種類を選ぶことによって、放送当日の運勢を占っていた。選択肢には、毎回共通のテーマ（「花の色」など）が設けられている。
  - 放送枠の拡大前まで8時の時報前後に挿入していたことから、この時間帯に選択肢を若宮から発表。楽曲・インフォマーシャルの放送やリスナーからのメッセージ紹介などをはさんだ後に、選択肢ごとの結果を8時の時報明けに発表していた。

8時台

- 8:00 - 「色・玉手箱」の結果発表 →「幸福粉のお時間」（金曜日）
- 8:20 - テイ子のラジオエッセイ（金曜日）
  - 金曜日には、「Today's pick up」が8:10頃に放送されていた時期から、この時間帯にミニ企画を編成。2021年1月1日までは、「朝ロック」と称して、ロックンロールから演奏時間の長い1曲をフルコーラスで流していた。同月8日から9月24日までは、「教えて!おうちでハッピー」を放送。
    - 「教えて!おうちでハッピー」は、2020年初頭からの新型コロナウイルス感染拡大の影響でリスナーの在宅時間が増えていることを背景に、「おうち」（自宅）で「ハッピー」（幸せな気分）になれる趣味や活動に関するメッセージをリスナーから募集。メッセージが若宮に紹介されたリスナーには、若宮が直筆でメッセージを記した礼状（ハガキ）を郵送していた。
- 8:40 - 武田鉄矢・今朝の三枚おろし◎（文化放送制作）
  - 『ハッピー・モーニング』時代の2018年4月2日から、当番組開始後の2019年9月30日までは、『元気のみなもとーく』（ニッポン放送制作・はくばく単独提供の事前収録番組）も8:34頃に内包。垣花正（ニッポン放送アナウンサー）が5日間にわたって、ゲストから元気の秘訣を訊いていた。
    - ニッポン放送では、8:53から『垣花正 あなたとハッピー!』（月 - 木曜日）『春風亭一之輔 あなたとハッピー!』（金曜日）内で放送。東海ラジオでは『小島一宏 モーニングッド!』（いずれも自社制作の生ワイド番組）に内包していたが、9月30日放送分で一斉に終了した。

9時台

- 9:03 - お天気コーナー
  - 番組開始から2019年9月27日までは、『ハッピー・モーニング』で7:18頃に放送されていた「久光製薬プレゼンツ ハッピーサロン」◎（久光製薬の製品のインフォマーシャルを兼ねたイベント・行楽情報コーナー）を9:10頃に編成。リスナーからも、同コーナーで取り上げたイベント・行楽地の感想を記したメッセージを受け付けるとともに、その一部を随時紹介していた。久光製薬がスポンサーから降板した同年10月改編からは、スポンサー付きのコーナーとして編成されない代わりに、インフォマーシャル方式でイベント・行楽情報を伝えている。
  - 月曜日のみ、金曜日8時台の「朝ロック」に相当する企画として、2020年6月1日から「朝インスト」を「お天気コーナー」の後に放送。南の選曲やリスナーからのリクエストを基に、インスト（インストゥルメンタル）を毎週1曲流していた。
- 9:23 
  - 月曜日：ハピリク☆マンデー
  - 火曜日：ミニミニコーナー　なるほどtheワード
  - 水曜日：新しいおとなのための最新音楽情報
  - 木曜日：ベストヒットハピプラUSA
    - 2021年7月1日から2022年3月31日まで放送。タイトルの由来になった『ベストヒットUSA』（テレビ朝日→BS朝日の音楽番組）シリーズさながらに、週替わりで設定するテーマに沿って、慶元が新旧を問わず3曲の洋楽を紹介していた。
    - 慶元曰く「『ベストヒットUSA』へのリスペクトを込めた企画」とのことで、オープニングとエンディングでは、同番組VJの小林克也に倣って英語を披露。また、洋楽の大物アーティストが来阪した際のインタビュー取材や通訳をたびたび経験していることから、洋楽を流す合間には当時の経験談も語っていた。
    - 放送週によっては、この時間帯を慶元から邦楽アーティストへの電話インタビューに充てることがあった。洋楽については、当コーナーの放送が終了してからも、慶元が出演する水・木曜日の10時台で随時放送。
- 9:30　
  - 月・水・金曜日：オトナ女子の交換日記（詳細後述）
- 9:42 - ラジオショッピング
- 9:51 - ゆるふわニュース

10時台

- 10:00 - 日替わり info ブランチ
  - この時間帯にゲストを迎える場合には、以下の企画を休止するか、後述する「日替わりコーナー」へ編入。2019年9月27日までは、10:30頃から放送されていた。
  - 月曜日：いまコレプラス
    - 2021年1月4日までは、「ハピプラ愛の伝言板」を毎週放送していた。
      - 「ハピプラ愛の伝言板」は、「恋の伝言板」（南がかつて火曜日のパーソナリティを務めていた『OBCブンブンリクエスト』内の恋愛相談コーナー）を、「おとな」のリスナーに合わせた内容で復活。BGMも「恋の伝言板」と同じ楽曲（別バージョン）を使用している。
      - 中・高校生からハガキで相談を募っていた「恋の伝言板」から一転して、毎週放送時代は、「（親族などを含めた）愛する人やペットに普段は伝えられないメッセージ」を楽曲のリクエストと共に電子メールで受け付けていた。2020年9月23日まで10:52頃、同年9月30日から2020年12月28日までは「日替わり info ブランチ」枠でレギュラー放送。
      - 2021年1月4日以降は、メッセージが届いた場合に随時放送。メッセージだけの投稿や、リスナーにとっての記念日・メッセージを伝えたい相手の誕生日など、紹介する日を指定したメッセージの投稿も受け付けるようになった。なお、リクエスト曲を指定していないメッセージを紹介する場合には、メッセージの内容に合わせて番組スタッフが選んだ楽曲を添えている。

    - 2021年1月4日以降は、「いまコレプラス」（または「ハピプラ愛の伝言板」）に続いて、前述の「朝インスト」を流している。

  - 火曜日：One push ON AIR（詳細後述）
  - 水曜日：通 of us ～ちょいマニのススメ～
  - 木曜日：HAPPY KOREA（ハッピーコリア）
  - 金曜日：リクエストプラス
- 10:30 - 日替わりコーナー（2019年9月27日までは10:42頃から放送）
  - 月曜日：なんでも保険相談Q&A
  - 火曜日：おしえてプラス
    - 2019年9月24日までは、「日替わり info ブランチ」の火曜枠として放送。政治関連の話題で安本寿久（産経新聞大阪本社特別記者兼編集委員、『News Tonight いいおとな』→『週末ワイド ラジオ産経』アンカーマン）、皇室関連の話題で文化放送報道部のデスクが出演することもあった。

  - 水曜日：ハッピーブランチプラス
    - 2022年3月31日までの毎月第1・第3・第5水曜日には、慶元が単独で進行。毎月第1水曜日には、2020年4月1日放送分から特定のテーマを設けていた（2021年3月までは1種類のスパイスに関する情報とレシピ→同年4月からは便利なキッチングッズの情報）。また、慶元は同日から、当番組への出演と並行しながら「dining room La Table」という料理店を大阪市西区で経営。同年4月15日放送分の当コーナーで、開店までの経緯を自ら明かした。

  - 木曜日：シネマプラス
  - 金曜日：新おとなプラス
    - 「失敗も笑い飛ばせればプラスに変わる」というコンセプトの投稿コーナー。リスナーから笑える失敗談を募ったうえで、若宮がその一部に自身の失敗談を織り交ぜながら紹介していた。
    - 当初は上新電機[8] が単独で提供していた関係で、投稿した失敗談が取り上げられたリスナーから、毎回抽選で1名に同社の店舗だけで利用できる3,000円分のギフトカードをプレゼント。2019年9月26日までは、「日替わり info ブランチ」の金曜枠として放送されていた。
- 10:50 - お天気コーナー（前述）
- 10:55 - エンディング
  - 2021年1月1日（金曜日）までは、10:57で放送を終了した後に、10:59までフィラー扱いで楽曲をワンコーラス分流していた。楽曲はジャンルを問わず週替わりで、本編のパーソナリティではなく、ラジオ大阪のアナウンサーが楽曲の歌手・ユニット・バンド名とタイトルを紹介した収録音源を曲の冒頭に入れていた。翌週（1月4日）以降は、当番組を10:59まで放送した後に、ラジオ大阪からのインフォマーシャルを挟んで11時の時報につなげている。
  - 2020東京オリンピック開催の前週（2021年7月12日）から大会終盤の8月6日（金曜日）までは、日本の民放ラジオ全局で放送するオリンピック関連の事前収録番組（民放ラジオ統一番組）を当番組に続いて放送する関係で、当番組の放送時間を以下のように短縮している。
    - 7月12日（月曜日） - 7月22日（木曜日） 7:30 - 10:57（『直前!東京2020オリンピック情報』の午前放送分[9]を10:57 - 11:00に編成）
    - 7月23日（金曜日：開会式当日） - 8月6日（金曜日） 7:30 - 10:50（『東京2020オリンピックリポート』[10]を10:50 - 11:00に編成）

### 過去に放送されていた企画・コーナー
- Time tunnel"31"（2019年4月1日 - 6月28日、全曜日9:30から10分間）
  - 平成時代最後の年（平成31年）に放送が始まったことにちなんで、平成時代のヒット曲を1年単位で紹介する企画。タイトルを「タイムトンネル　"サーティーワン"」と読ませる。『ハッピー・モーニング』では、当コーナーと同じ趣旨ながら、昭和時代の終盤も対象に入れた回顧企画（「タイムスリップソング」）を金曜日の7時台後半に放送していた。
  - 平成元年（1989年）から順に、月替わりで共通のテーマ（マンスリーテーマ）を設けながら、1日につき1年単位で当該年を代表する1曲を放送。「平成～年」の～に入る数字が放送日の数字と重なることを放送の条件に設定しているため、この条件に合わない年については、放送月に応じて割愛していた[11]。
  - 平成時代最後の放送（2019年4月30日：火曜日）までは、ヒット曲を紹介する前に、パーソナリティが当該年に遭遇・経験した出来事を語っていた。令和時代最初の放送（同年5月1日：水曜日）以降も、マンスリーテーマを変えながら、上記の条件に沿って同年6月末の放送まで継続。
- One push ON AIR（2019年4月2日から2023年3月28日まで火曜日に放送）
  - twitter上の番組公式アカウントでの四者択一式アンケートと連動した楽曲リクエスト企画で、毎週設けられるテーマに沿って南（50代）と番組スタッフ（40代・30代・20代から1名ずつ）が選んだ4曲を候補に、「放送中に聴いてみたい曲」のアンケートを実施。得票率が最も高い候補曲だけをフルコーラス流していた。2019年9月24日までは10時台の後半（10:42頃）、以降は10時の時報明けに放送。
    - 2019年度には、前日（月曜日）のエンディングで候補曲のタイトル・アーティスト名を発表したうえで、放送終了後（11:30）から当日のコーナー直前（10:30→9:40）まで投票を受け付けていた。2020年度からは、前日のエンディングでテーマのみ発表。当日のオープニングトークで候補曲のタイトル・アーティスト名を明かした後に、8:00から9:40まで投票を受け付ける。
    - 南の選んだ候補曲の得票率が2位以下の場合には、南自身がその曲名とアーティスト名だけ公表。複数の候補曲が同じ得票率で1位になった場合には、該当する曲を全て放送していた。また、当日のテーマにちなんで候補曲以外の楽曲に関するエピソードがリスナーから多々寄せられた場合には、当コーナー以降のパートで該当曲を可能な限り流している。
    - 2021年2月2日放送分からは、候補曲のうち1曲を、番組スタッフ（アシスタントディレクター）に代わって「リスナー代表」1名が1ヶ月交代で選定。リスナーから、「代表」への希望者を1ヶ月単位で募っていた。実際にはこの頃から「誰がどの候補曲を選んだのか?」という予想がリスナーの間で飛び交っていて、南が候補曲と（自身を含む）推薦者を明かした後に、当コーナーに寄せられた数件の予想との「答え合わせ」を披露する事態に至っている。
- ハッピーベーカリー◎（2019年4月4日から2020年9月24日まで水曜日に放送）
  - リスナーからの推薦情報を基に、毎回1軒のベーカリーを慶元が紹介していた。『ハッピー・モーニング』では火曜日の7時台後半、当番組では2019年9月26日まで「日替わり info ブランチ」の木曜枠、同年10月3日から10時台後半の日替わりコーナー枠に編成。
  - 『ハッピー・モーニング』時代からおよそ3年間にわたって放送されてきたが、 2020年9月24日で終了。ただし、放送上は「一時終了」と扱われていて、今後の再開に含みを残している[12]。実際には、『藤川貴央のニュースでござる』で、2022年4月6日から毎週水曜日の7時台後半に「パン屋さんでござる」（リスナーからの推薦情報に基づく藤川のベーカリー取材企画）を放送中。
- 街のみなと大起水産 新鮮活け活け（いけいけ）情報◎（2019年7月1日 - 2021年6月25日）
  - 『ハッピー・モーニング』における「ハッピーサロン」の前身コーナーを、中断期間を経て、2019年7月1日（月曜日）放送分から再開。大起水産（大阪府堺市に本社を置く水産関連会社）の社員が、鮮魚に関する旬の話題や、自社で運営している産地直送方式の鮮魚店「街のみなと」のお買い得情報を電話で伝えていた。
  - 若宮が進行する金曜日には、電話で出演する大起水産の社員に対して、若宮が鮮魚店の店主めいた威勢の良い口調で「へいらっしゃい!」と挨拶するパターンが定着。2020年の7月第1週（3日）までは全曜日で放送されていたが、以降は木・金曜日にのみ編成されていた。
  - 2020年7月以降の金曜日には、同社の通信販売サイトや一部の店舗でしか販売していない「冷凍押し寿司」を、希望するリスナーから抽選で毎週3名にプレゼント。大起水産から当選者に直接配送する関係で、応募に必要な個人情報をラジオ大阪から同社へ譲渡することへの事前承諾を、応募の条件に定めていた。
- オトナ女子の交換日記（2019年7月1日 - 2023年3月31日）
  - パーソナリティ同士が実際に交換している日記の内容に沿って、当日のパーソナリティが他のパーソナリティに宛てたトークを展開。当番組の公式ブログ やtwitter上の公式アカウントでは、放送で取り上げられた日記の原文を、放送終了後に現物の画像付きで公開している。
  - 2019年9月27日放送分までは全曜日共通のコーナーとして編成されていて、放送当日のパーソナリティが他のパーソナリティからの質問に答えたうえで、次回の放送に向けて別の質問を投げ掛けるようになっていた。同年10月改編からは、放送曜日を月・水・金曜日の週3日（南・慶元についてはパーソナリティ担当日のうち1日）に変更したうえで、放送週ごとに共通の質問を1つ設定。その質問に対して、月曜日に南、水曜日に慶元、金曜日に若宮が回答を寄せるほか、リスナーからも質問を募集していた。ちなみに、リスナーから受け付けた質問については、隔週ペースで交換日記のテーマに反映させていた。
  - 通算で300回目の放送に当たる2020年5月22日（金曜日）には、「オトナ女子の生・交換日記」と称して、南と慶元がスタジオ以外の場所からスカイプ経由で出演。「（同年10月9日の）通算400回放送に向けた目標」をテーマに、当日のパーソナリティであった若宮との間で、生放送による「交換日記」が初めて実現した。3人によるスタジオでの共演が見送られたのは、南・慶元とも出演後に別件の仕事を控えていたことに加えて、日本国内で新型コロナウイルス感染症が流行していたことによる。
    - 400回目の放送当日は金曜日であったため、若宮が前述した「目標」に沿って、当コーナーでウクレレの弾き語り（牧伸二によるウクレレ漫談の替え歌）を披露した。

  - 2020年7月第4週（20日・22日・24日）では、南・慶元・若宮に対して、番組スタッフが「あなたにとってラジオ大阪とは?」という共通の質問を投げ掛ける特別版を放送した。「ラジオ大阪開局62周年スペシャル」の一環として放送された22日（水曜日）の9時台（9:00 - 9:40頃）・10時台（10:40以降）に南・慶元・若宮が初めてスタジオへ集結したことと連動した企画で、当日は慶元の単独出演による「オトナ女子の交換日記」も8時台の後半で放送した。
- 2022年4月改編から南の担当分を火曜日・慶元の担当分を木曜日に変更した後に、2023年3月の最終日（31日＝金曜日）に終了。南は、コーナーとしての放送が終了した後も、慶元・若宮との交換日記をプライベートで続けることを公言している。
- テイ子のラジオエッセイ（2021年10月1日 - 2022年9月30日）
  - 毎週金曜日に放送されていた若宮の冠コーナーで、2022年4月1日までは8時台の前半（「Today's pick up」と『武田鉄矢　今朝の三枚おろし』の間の時間帯）、以降は10時台の後半に放送されていた。
  - 毎月最初の金曜日のみ、チケットぴあの担当者が若宮のトークに参加。放送週に関西地方で開催中の（または直近に予定されている）イベントから、リスナーにお勧めしたいイベントを電話で紹介していた。それ以外の週は、若宮が身の上話を単独で語っていた。

## リスナーへのプレゼント
『"新しいおとな"の朝に!ハッピー・プラス』というタイトルで放送を始めた当初は、投稿したメッセージが放送で採用されたリスナーから、放送日ごとに抽選で1名に1,000円分のAmazonギフトカードをプレゼント。エンディングで当選者を発表していた。
2019年10月からは、『ハッピー・プラス』シリーズ初のノベルティ・グッズとして、ステッカーをパーソナリティ別に3種類製作。同月第5週（28日＝月曜日）放送分から、投稿したメッセージが放送で採用されたリスナーに、放送日のパーソナリティのステッカーを進呈している。ちなみに、ステッカーのベースカラーには、各パーソナリティの好きな色を採用（2022年5月までの配布分では南＝オレンジ、慶元＝グリーン、若宮＝ホワイト）。リスナーは、「オトナ女子の交換日記」へテーマを投稿する場合に限って、テーマが採用された場合のステッカーの色をあらかじめ指定できるようになっていた。さらに、2020年3月からはゴールドステッカーも用意。曜日別のステッカーを全種類揃えたことを報告したリスナーを対象に、投稿したメッセージが放送中に紹介された場合に限ってゴールドステッカーを進呈している。
2021年4月からは、上記のステッカーとは別に、番組特製の除菌シートもプレゼント。ステッカーについては、『"新しいあなた"の朝に!ハッピー・プラス』への改題（2022年4月改編）を機に、デザインと色を一新していた（変更後の色は南＝黄、慶元＝赤、若宮＝青）。また、若宮がパーソナリティを務める金曜日のみ、若宮のブロマイドを毎週抽選で1名のリスナーに送っている。
2023年9月の第2・3週には、慶元が夏季休業へ入ることを受けて、慶元がこの時点で担当している水曜分（9月6日・13日）のパーソナリティを南、木曜分（9月7日・14日）のパーソナリティを若宮が代行している。以上4日間の放送でメッセージを採用されたリスナーには、通常の水・木曜分で進呈している赤色のステッカーではなく、南の代行日（9月6日・13日）に黄色、若宮の代行日（7日・14日）に青色のステッカーを特別にプレゼント。
2024年4月からは、番組のタイトルを『オトナ女子モーニングワイド ハッピー・プラス』へ改めたことに伴って、ステッカ－のデザインを再び変更している。月・火曜日には青色、水・木曜日には黄緑色、金曜日には桜（ピンク）色のステッカーを用意していて、全種類のステッカーが揃ったことを報告したリスナーには、南・慶元・若宮のサインが入った「クリスタルステッカー」をプレゼント。『"新しいあなた"の朝に!』時代のステッカーを全種類揃えたことを報告したリスナーにも、期間限定の「経過措置」として「クリスタルステッカー」を出している。さらに、「女性応援コーナー」への投稿が採用されたリスナーから、抽選で毎日1名に番組オリジナルのポーチを贈るようになった。

## テーマソング
オープニング
fox capture plan『Acceleration』
エンディング
- ニーナ・ネスビット『Don't Stop』（月・火曜日）
- ミシェル・ブランチ『You Set Me Free』（水・木曜日）
- シスター・スパロウ & ザ・ダーティ・バーズ『Sugar』（金曜日）

## 姉妹番組『若宮テイ子のちょこっとプラス』
2021年1月8日から9月24日まで、毎週金曜日の本編直前（7:00 - 7:30）に生放送。本編と同じく若宮の進行で、放送前日（木曜日）の22:00までに受け付けた「お目覚めリクエスト」（金曜日の朝に聴きたいリクエスト曲）から一部を流したほか、女性のディレクターによるラジオ大阪本社周辺からの生中継などをはさみながら、リスナーから寄せられたメッセージを紹介していた。略称は『ちょこプラ』で、放送枠が本編に組み込まれた10月1日以降も、上記の生中継は同じ時間帯で2022年3月25日放送分まで継続。

## 特別企画・特別編成・特別番組
- ラジオ大阪が自社制作の生ワイド番組（平日早朝 - 夜間放送分）で「防災」などの統一テーマを設ける日や、同局を含むNRN加盟11局の共同企画「ラジオ・チャリティー・ミュージックソン」の2日目（12月25日）が平日に当たる場合には、前番組の『慶元まさ美のハッピー・モーニング』『青木和雄の昼までえぇやん!』に続いて、そのテーマやキャンペーンに沿った特別企画を放送する。
- 放送期間によっては、「電話でおしゃべり&リクエスト」（当番組への出演を希望するリスナーへ放送中に電話をつないで楽曲のリクエストを受け付ける企画）を1週間の共通企画として編成することがある。
- 2019年7月11日（木曜日）の本番終了後（午後）に、希望するリスナーを抽選で招待する番組初の公開収録をシティプラザ大阪（大阪市中央区）で開催。2日後（13日＝土曜日）の17:30 - 18:00に、特別番組として放送した。この収録には南・慶元・若宮が一堂に会したが、当番組の放送開始から収録日までに3人が顔を合わせたのは、4月3日（水曜日）の本番だけであった[13]。前述したように、「ラジオ大阪開局62周年スペシャル　元気やで!大阪・関西」の第1部として編成された2020年7月22日（水曜日）の一部では、3人がスタジオに初めて集結しての生放送が実現している。
- 2019年10月14日（月曜日・体育の日）には、本編（7:50 - 11:00）の終了後に、『氷川きよし節』『テレフォン人生相談』をはさんで11:30 - 12:00に特別版（放送上の呼称は『ハッピー・プラス延長戦』）を生放送。本編に続いて、南がパーソナリティを務めた。当日に「令和改元記念　ラジオ大阪ハッピーウォーク in 橿原神宮」（同局アナウンサーの原田年晴・和田麻実子や他の生ワイド番組の出演者の一部が一般の参加者と共に奈良県橿原市の橿原神宮界隈を散策するイベント）と連動した特別番組（12:00 - 15:00）を編成したことに伴って、前述した『ラジぐぅ』を休止したことによる措置で、本編・特別版ともイベント会場からの生中継を随時挿入。その関係で本編中に放送できなかった「ゆるふわニュース」も、特別版に組み込んだ。
- 2020年・2021年の11月23日（勤労感謝の日で2020年は月曜日・2021年は火曜日）には、ラジオ大阪が『OBCふれあいラジオ』（大阪城公園内の「太陽の広場」で例年開催されている「OBCラジオまつり」の中止に伴ってYouTubeでのライブ配信と連動させた生放送の特別番組）を9:00 - 16:40に編成した関係で、当番組の放送を9:00で終了した。ただし、両年とも南が当番組に続いて『OBCふれあいラジオ』の第1部（9:00 - 11:00）を進行したほか、9時台には若宮がスタジオ・慶元が電話[14] で出演していた。なお、「OBCラジオまつり」の開催が再開された2022年以降で、勤労感謝の日が平日と重なった場合には以下のように対応。
  - 2022年の勤労感謝の日は水曜日であったため、当番組を通常どおり8:00 - 11:00に放送しつつ、南の進行による「太陽の広場」特設ステージからの生中継を9時台とエンディングの間際に挿入。慶元が水曜日の通例に沿ってラジオ大阪本社内のAスタジオ、南と若宮が「太陽の広場」からの生中継で出演した。
  - 2023年の勤労感謝の日は木曜日であったが、当番組は2020年・2021年と同様の短縮放送で対応。ただし、南は当番組向けに「OBCラジオまつり」会場からの中継リポートを送った後に、当番組を代表して「OBCラジオまつり」のメインステージ企画「パーソナリティ大集合」（11:00 - 13:00）へ出演。慶元は当番組の本番後も、「OBCラジオまつり」のスタジオパートを10:00まで任されている。

- 2021年の2月第4週（22日 - 26日）には、26日（金曜日）に本編の放送500回を迎えることを記念して、「ハピプラ500回記念 豪華ゲストと語ろう祝おう500回!」を放送。ラジオ大阪の他番組から、南・慶元・若宮の希望に応じて、以下のパーソナリティを10時台前半（木曜日のみ9時台後半）のゲストに招いている（＜ 　＞内は出演時点での担当番組）[15]。
  - 2月22日（月曜日）：春野恵子[16]（浪曲師）・一風亭初月（曲師）＜『浪花ともあれ浪曲ざんまい』＞
  - 2月23日（火曜日）：石田靖[17]＜『OBCグッドアフタヌーン!ラジぐぅ』水曜日＞
  - 2月24日（水曜日）：小川恵理子[18]＜『hanashikaの時間。』火曜日＞
  - 2月25日（木曜日）：河島あみる[19]＜『あみるのママで』＞
  - 2月26日（金曜日）：鶴澤寛太郎（人形浄瑠璃文楽座の三味線奏者）＜『寬太郞とたかおのツレビキ!』＞
- 2021年12月24日（中央競馬重賞競走の有馬記念開催前々日に当たる金曜日）には、当番組の後半（9:00 - 11:00）を日本中央競馬会の筆頭提供による『若宮テイ子のハッピー・プラス　有馬記念スペシャル』として編成。当番組から若宮と慶元が出演したほか、『OBCドラマティック競馬』（ラジオ大阪が毎週日曜日に放送している競馬中継）からレギュラー解説者の門口博光（『競馬エイト』トラックマン）、松竹芸能から森脇健児と天童なこ（競馬予想の的中率が高いことから「調教ハンター」との異名を持つ女性タレント）をゲストに迎えた。
  - ラジオ大阪では2020年以前にも有馬記念開催の前々日に『有馬記念スペシャル』を放送していたが、同年までは「午後の生ワイド番組のスペシャル版」として編成していた。また、放送日が金曜日でありながら水・木曜パーソナリティの慶元も出演するのは、フリーアナウンサーとして阪神競馬場で日曜開催競走の特別表彰を進行していることを背景に、「競馬予想の初心者である若宮のサポート役」を任されたことによる。ちなみに、森脇と天童は9:55以降のパートにのみ出演。
- 2023年3月21日（火曜日・春分の日）には、『ラジオ大阪アニバーサリースペシャル　弁天町で30年 ～これからも、いつまでも～』（同局が本社とスタジオを大阪市北区の桜橋地区から大阪市港区の弁天町地区へ移転してから30年を迎えることを記念した生放送の特別番組）を9:00 - 16:30に編成することに伴って、当番組の放送時間を8:00 - 9:00に短縮。「Today's pick up」と『武田鉄矢　今朝の三枚おろし』を通常どおり放送した一方で、翌週（28日）で終了することが告知されていた「One push ON AIR」を特別に組み込んだ（得票数1位の楽曲のみエンディングで放送）。さらに、当日のパーソナリティである南は、本番に続いて『弁天町で30年』の最初のゾーン（11:00まで編成されていた「朝のワイド番組30年」）へ石田靖と共にゲストで出演。
- 2023年5月3日（水曜日・憲法記念日）には、文化放送制作の特別番組『母の詩2023～母の日によせて～』のフルネット枠を10:00 - 11:00に設定した関係で、当番組の放送時間を8:00 - 10:00に短縮した。
- ラジオ大阪では、2023年7月1日（土曜日）で開局65周年を迎えたことを受けて、65周年記念の特別番組『World Bentencho Carnival ～大阪・関西から世界へ～』を、同月17日（海の日）を5:00 - 25:00（18日の1:00）に放送。7月17日は月曜日でもあるが、当日は6:30 - 11:00の時間帯を「World Bentencho Carnival ～レジェンドと語る、あの時・あの番組～」ゾーンに充てたことから、『藤川貴央のニュースでござる!』と当番組の全編を休止した。ただし、本来は月曜日に当番組のパーソナリティを務めている南は、11:00 - 13:00に編成された「復活!OBCブンブンリクエスト」ゾーンに、『ブンブンリクエスト』のパーソナリティ経験者を代表して石田・吉田ヒロ・前塚あつしと共に出演。
- 2023年8月5日（土曜日）には、南・慶元・若宮が一堂に会する当番組初の「オフ会」（80名限定の有料イベント）を大阪市内で開催。以降も、随時実施している。
  - ちなみに、前日（8月4日）の『かぶりつきフライデー!』には、若宮が当番組に続いて出演。和田の夏季休暇に伴う代演で、若宮が当番組でリスナーに対して「ハッピーパウダー」（幸福粉）を振りまくかのような演出を施していることにちなんで、原田が「おっちゃんパウダー」を振りまくかのようなやり取りも展開されていた。
- 2024年8月14日（水曜日）には、ラジオ大阪（OBC）が『OBC夏休みスペシャル!にじいろコドモラジオ2024』（石田と南の進行による生放送の特別番組）を9:00 - 14:00の時間帯で編成したことに伴って、当番組と（本来は石田が水曜日にパーソナリティを務める）『＃ラジぐぅ』の全編を休止した。
- 2024年11月5日（火曜日）から8日（金曜日）までは、「『ハッピー・プラス』パーソナリティ3人と宮崎カーフェリーで行く4日間～船とバスと電波に乗る♪秋の宮崎旅～」（リスナーが有料で参加できる当番組初の旅行企画）を宮﨑県内で催行している。神戸三宮フェリーターミナルと宮崎港フェリーターミナルを1往復するフェリー内での2泊を含めた3泊4日のツアーで、ツアーのタイトルに「電波に乗る」との文言が入っているのは、11月6日（水曜日）のスケジュールに宿泊先（日南市のホテル日南北郷リゾート）からの全編生放送（『ハッピー・プラス　宮﨑スペシャル』）を組み込んでいたことによる。
  - 実際には、若宮がツアーの全行程に同行。南は、11月5日（火曜日）にラジオ大阪のスタジオで当番組の生放送へ臨んだ後に、空路を経て当日の夕方からツアーに合流した。逆に、慶元は6日の『宮﨑スペシャル』本番後に空路で帰阪したうえで、翌7日（木曜日）の生放送へ通常どおり出演。
  - 6日の『宮﨑スペシャル』には、南・慶元・若宮が宿泊先の宴会場から揃って出演したほか、ツアーの参加客も宴会場に同席。通常はラジオ大阪のスタジオで放送している「Today's Pickup」や「女性応援コーナー」を割愛する一方で、「集まれ宮崎!」（宮崎カーフェリーの広報担当者などが宮崎県や県産品の魅力を伝える企画）や、「リスナーとの共同作業」（ツアーへの参加者から生放送への出演希望者を募ったうえで2本の「インタビューCM」を宴会場で収録する企画）を盛り込んでいた。